# 越後宮内郵便局
越後宮内郵便局（えちごみやうちゆうびんきょく）は、新潟県長岡市にある郵便局である。民営化前の分類では無集配特定郵便局であった。

## 概要
住所：〒940-1106 新潟県長岡市宮内3-10-6
かつては集配普通郵便局であったが、2005年（平成17年）に長岡郵便局へ郵便区を統合、無集配特定郵便局に局種別改定された。

### かつて併設していた施設
- かんぽ生命保険長岡支店
同社の直営店のみを併設しゆうちょ銀行の直営店を併設していない、数少ない無集配郵便局のひとつである。当初は直営店を長岡郵便局に設置する計画であったが、集配業務廃止により空いたスペースを有効利用できることから、当局への設置となった。その後、2015年（平成27年）11月24日に長岡市東坂之上町2-1-1三井生命長岡ビルに移転した。

## 沿革
- 1902年（明治35年）3月10日 - 摂田屋郵便受取所として開設[1]。
- 1902年（明治35年）12月16日 - 摂田屋郵便局（三等）となる。同日、貯金取扱を開始。
- 1950年（昭和25年）4月1日 - 越後宮内郵便局に改称[2]。
- 1956年（昭和31年）10月1日 - 六日市郵便局から集配業務を移管。
- 1958年（昭和33年）12月1日 - 長岡市摂田屋町から、同市曲新町に移転。
- 1967年（昭和42年）9月23日 - 和文電報配達業務を長岡電報電話局に移管。
- 1969年（昭和44年）9月1日 - 特定郵便局から普通郵便局に局種別改定。
- 1973年（昭和48年）12月3日 - 長岡市宮内一丁目から、同市宮内三丁目に移転。
- 1986年（昭和61年）6月30日 - 蓬平郵便局から集配業務の一部[3]を移管。
- 2000年（平成12年）8月14日 - 外国通貨の両替および旅行小切手の売買に関する業務取扱を開始。
- 2005年（平成17年）3月28日 - 集配業務を長岡郵便局に移管[4]。
- 2007年（平成19年）10月1日 - 民営化に伴い、かんぽ生命保険長岡支店を併設。
- 2012年（平成24年）10月1日 - 日本郵便株式会社発足。
- 2015年（平成27年）11月24日 - かんぽ生命保険長岡支店が当局から長岡市東坂之上町2-1-1三井生命長岡ビルに移転[5]。
- 2024年（令和6年）1月15日 - 「長岡市宮内3-10-9」から「長岡市宮内3-10-6」に移転[6]。

## 取扱内容

### 越後宮内郵便局
- 郵便、印紙、ゆうパック、内容証明
- 貯金、為替、振替、振込、国債、投資信託
- 生命保険、バイク自賠責保険
- ゆうちょ銀行ATM

## 風景印
- 表記は『新潟越後宮内』
- 図案は『三尺玉花火』・『妙見堰』・『JR路線図』
- 使用開始日は2005年（平成17年）3月28日

### 過去の風景印
- 1996年（平成8年）8月8日 - 2005年（平成17年）3月27日
  - 表記は『越後宮内』
  - 図案は『三尺玉花火』・『妙見堰』・『JR路線図』

## 周辺
- 新潟県立長岡農業高等学校

## アクセス
- JR信越本線・上越線 宮内駅から徒歩約5分
- 越後交通バス 宮内三丁目停留所下車
- 関越自動車道 長岡ICから南東へ約8km
- 駐車場あり：20台